# Чинки
Чинките (Fringilla) са род дребни и красиви пойни птици, принадлежащи към едноименното семейство Чинкови (Fringillidae).

## Видове
Род Чинки
- Вид Fringilla coelebs – Обикновена чинка
- Вид Fringilla polatzeki
- Вид Fringilla teydea – Синя чинка
- Вид Fringilla montifringilla – Планинска чинка